# Juan Pablo Viscardo y Guzmán
Juan Pablo Viscardo y Guzmán (Pampacolca, Arequipa, Perú,  26 de junio de 1748-Londres, 10 de febrero de 1798) fue un jesuita y escritor peruano. Precursor de la Independencia hispanoamericana, fue autor de la célebre «Carta a los españoles americanos», documento publicado por primera vez en 1799, donde instaba a los hispanoamericanos a independizarse de la Corona española, exponiendo una serie de argumentos que justificaban tal decisión. Ha sido reconocido por los historiadores reunidos en el tercer congreso de Historia de América realizado en Buenos Aires, como el «primer precursor ideológico de la independencia americana».

## Biografía

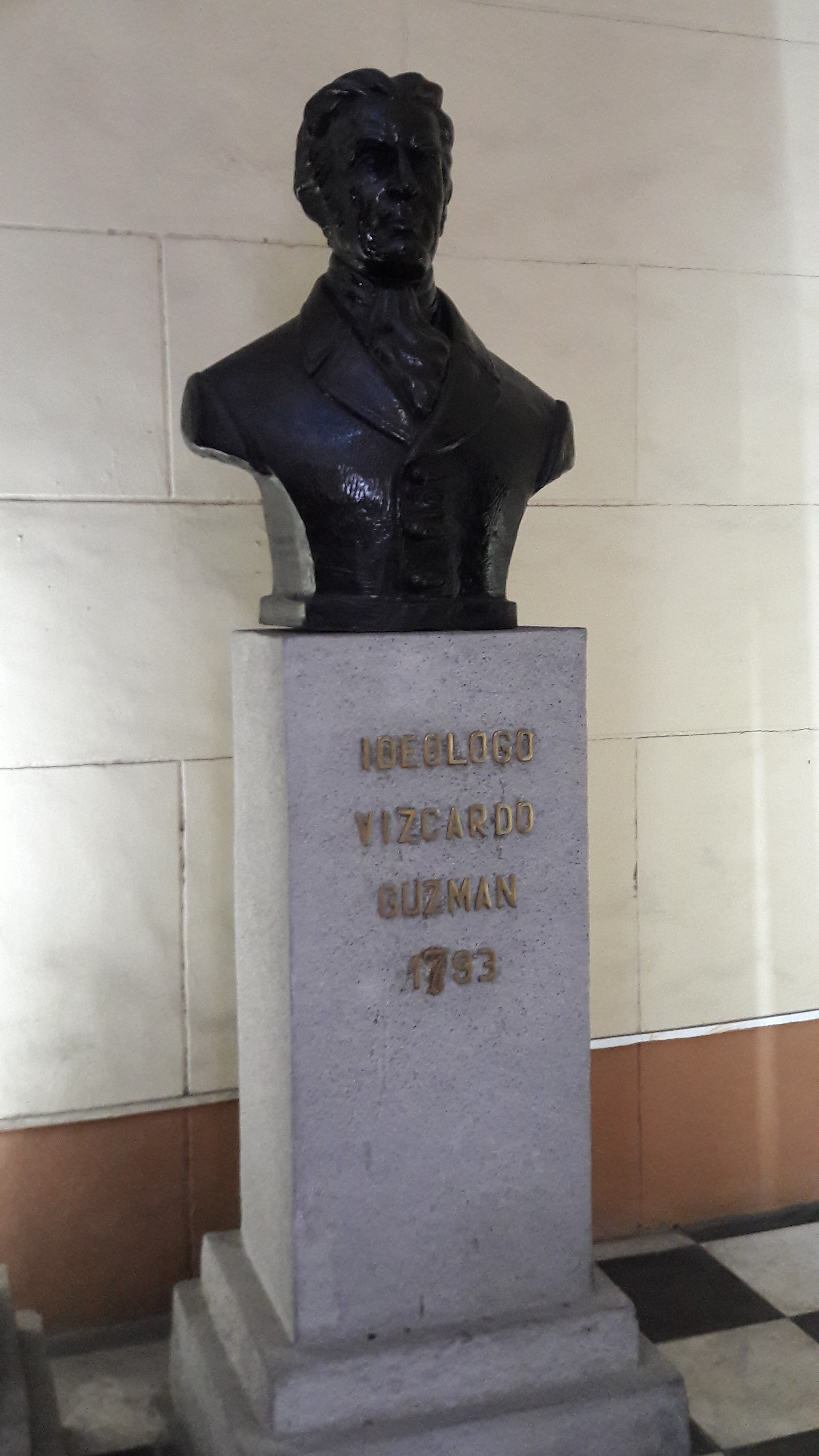
Efigie de Viscardo y Guzmán en el Panteón de los Próceres en Lima.

Nació en la aldea de Pampacolca, al pie del Coropuna, en la sierra arequipeña. Sus padres fueron el hacendado Gaspar Viscardo y Guzmán y doña Manuela de Zea y Andía. Era descendiente de un español asentado en el valle de Camaná desde principios del siglo XVII.
Vivió sus primeros años en su pueblo natal, hasta que viajó a Cuzco para estudiar en el Real Colegio de Nobles de San Bernardo, regentado por los jesuitas. Cuando en 1760 falleció su padre, ingresó al noviciado de la Compañía de Jesús en dicha ciudad e hizo sus primeros votos en 1763. Su hermano José Anselmo también se inició como novicio en la misma orden. Pero en 1767 el rey Carlos III ordenó la expulsión de los jesuitas de España y sus dominios. Viscardo y sus compañeros fueron arrestados y llevados a Lima, siendo luego embarcados rumbo a España. Tras una penosa travesía  arribaron a Cádiz.
Pese a que, presionado por la Corona española, pidió su secularización, fue transportado con el resto de sus colegas a Italia, siendo desembarcado en las costas de los Estados Pontificios. Junto con su hermano José Anselmo, se instaló en Massa y Carrara, próxima a Génova, en la región de Toscana, donde fue acogido por la familia Cybo. La Corona española le prohibió, bajo pena de muerte, volver al Perú y también que se comunicase con los suyos. Asimismo, quedó impedido de poder usufructuar de los bienes heredados que dejó en América. En compensación, se le otorgó una pensión irrisoria, equivalente al sueldo de un sirviente inferior. Desde 1773, ambos hermanos Viscardo lucharon tenazmente por el envío regular de la renta que les correspondía del patrimonio familiar, aunque no lograron éxito. Por lo demás, sus tres hermanas que quedaron en el Perú se casaron y se repartieron toda la herencia familiar, no dejando nada para los hermanos exiliados.
Se hallaban ya agobiados por el desengaño, cuando en 1781 los hermanos Viscardo se enteraron de la rebelión de Túpac Amaru II en el Virreinato del Perú. Entusiasmado, Juan Pablo se puso en contacto con el cónsul británico en Liorna, a quien le informó de los sucesos del Perú, que para él era una clara muestra del descontento existente en Perú contra la dominación española. Sostuvo también que era el momento oportuno para que Reino Unido, entonces en guerra con España, ayudara a las colonias españolas en América a lograr su emancipación. Él mismo se ofrecía como guía y como intermediario porque conocía el idioma quechua, que era su lengua materna. Ignoraba que ya, por esas fechas, la rebelión tupacamarista había sido debelada. De todos modos, sus argumentos interesaron a los británicos, quienes lo invitaron a Londres ese mismo año. Los hermanos Viscardo viajaron de incógnito, por vía de Alemania. Juan Pablo adoptó el nombre de Paolo Rossi y su hermano Anselmo el de Antonio Valessi.

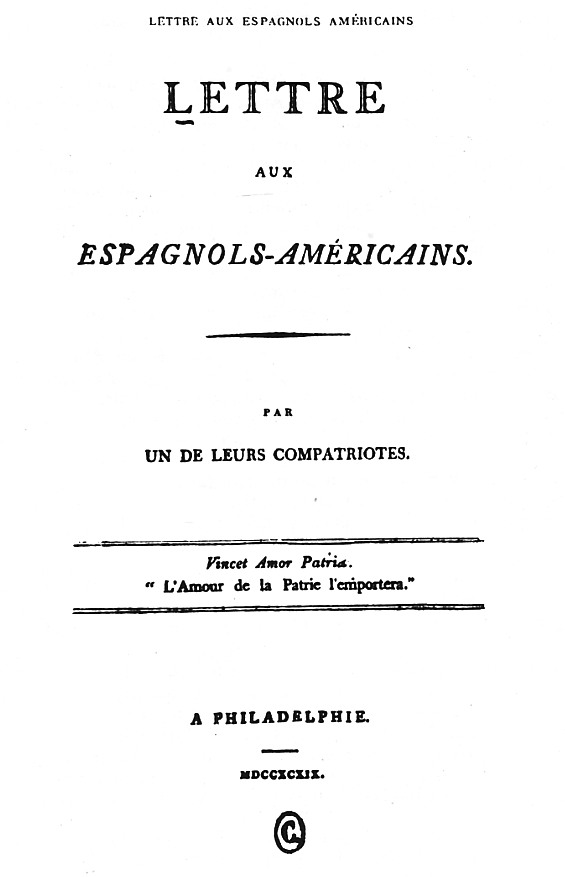
Portada de la primera edición de “Carta a los españoles americanos”. Escrita originalmente en idioma francés, –con el título de Lettre aux espagnols americains– cayó a manos de Francisco de Miranda, quien lo publicó por primera vez en 1799, con pie de imprenta en Filadelfia, Estados Unidos, sin duda falso, pues debió ser editado en Londres.

En 1782 Viscardo arribó a Londres y escribió una carta al gobierno británico, instándole a enviar una expedición hacia Sudamérica, cuya primera conquista debía ser el puerto de Buenos Aires, destinado a convertirse en la base para el avance hacia el territorio del Virreinato del Perú.  Estos planes debieron interesar a los británicos, que se hallaban en vísperas de perder sus trece colonias de América del Norte y en estado de guerra contra España.
En Londres permaneció durante dos años. En ese lapso se produjo un cambio de gobierno en Reino Unido y en 1783 se firmó la paz con España, por lo que los planes de Viscardo dejaron de interesar a los británicos. Viscardo retornó a Massacarrara y dedicó otros años más en inútiles demandas a la Corona española por el asunto de su patrimonio familiar. 
En 1791 inició otro viaje a Londres, cuando la coyuntura internacional le hizo presumir que el gobierno británico estaría dispuesto esta vez a apoyar a las colonias hispanoamericanas a lograr su independencia. Esta vez fue sin la compañía de su hermano, fallecido en 1785. Pasó por Francia, entonces convulsionada por la revolución, donde presuntamente redactó su famosa «Carta a los españoles americanos» (publicada de manera póstuma en 1799), en la que, con ocasión de la cercanía de la celebración de los 300 años del Descubrimiento de América, incitaba a los criollos de la América Española a luchar contra la opresión de la Corona y formar un estado soberano.
En 1795 arribó finalmente a Londres. Su esperanza de que los británicos ayudaran a los “españoles americanos” a obtener su independencia, nuevamente se vio truncada, al cambiar las circunstancias internacionales. No obstante, continuó viviendo en Londres hasta su muerte, escribiendo y haciendo gestiones para hacer interesar sus planes a la corte británica. Enfermo y empobrecido, falleció en febrero de 1798.
Antes de morir, Viscardo dejó sus papeles a Rufus King, ministro de Estados Unidos en Inglaterra, quien las entregó al venezolano Francisco de Miranda. Este líder patriota escogió de entre esos papeles la «Carta a los españoles americanos», escrita en francés y la hizo imprimir en Londres en 1799, con pie falso de Filadelfia (Estados Unidos). Luego lo tradujo al idioma español, versión que publicó en 1801, también en Londres. El documento se propagó en el continente americano, y contribuyó significativamente a incitar el sentimiento emancipador contra el régimen español. Los restantes documentos, conservados por Rufus King, pasaron a integrar los fondos documentales de la Sociedad Histórica de Nueva York. Casi 200 años después, dichos papeles fueron descubiertos por Merle E. Simmons, siendo publicados en 1983.

## Obras

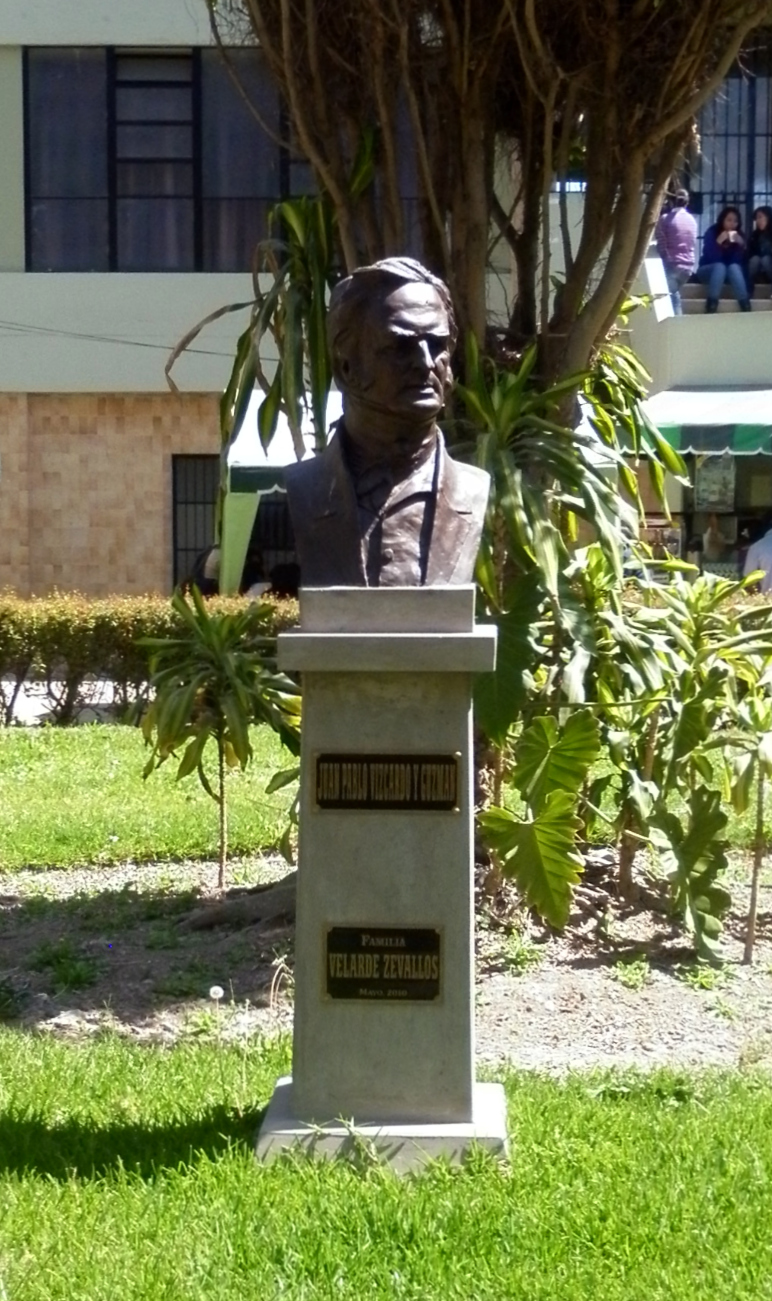
Monumento de Viscardo y Guzmán en la Facultad de Ciencias Sociales de la Universidad de San Marcos. Escultura de Franco Ochoa.

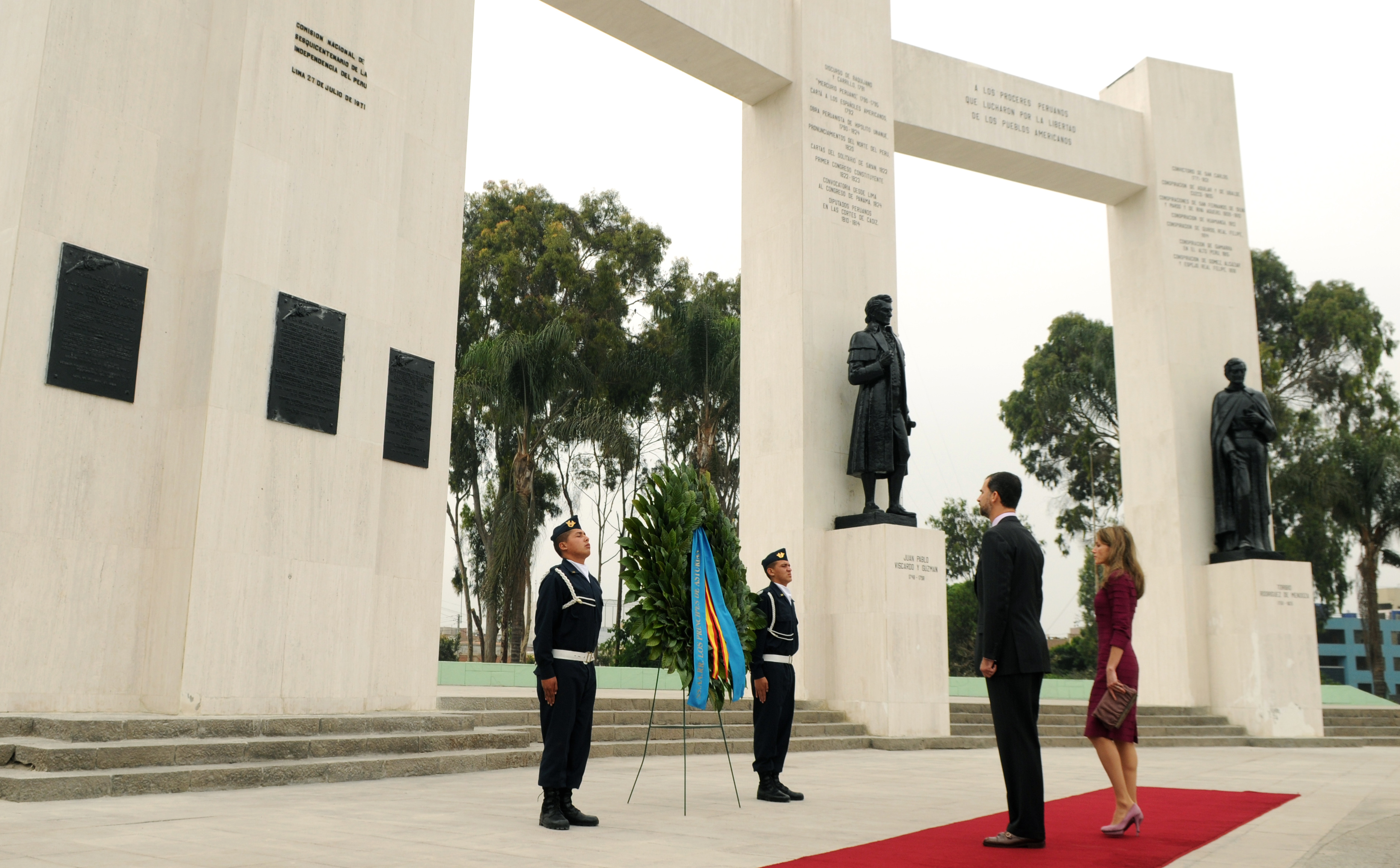
Monumento de Viscardo y Guzmán en el Parque Próceres de la Independencia

Además de su «Carta a los españoles americanos», Viscardo fue autor de muchos otros escritos, estimulados también por su ideología emancipadora. Sus obras completas fueron editadas en 1988 y 1998.
- Proyecto para independizar América española, escrito en Liorna en 1791, en el que propone el levantamiento generalizado en las colonias hispanoamericanas.
- El ensayo histórico sobre los disturbios de América meridional en 1780, escrito en Londres en 1792.
- Esbozo político sobre la situación actual de la América española y sobre los medios de estrategia para facilitar su independencia, escrito en Londres en 1792, en el cual elogia las virtudes de criollos e indígenas.
- La paz y la dicha del nuevo siglo, exhortación dirigida a todos los pueblos libres o que quieren serlo por un americano español, escrita en 1797.